# NGC 3570
NGC 3570 ist eine linsenförmige Galaxie vom Hubble-Typ S0 im Sternbild Löwe auf der Ekliptik. Sie ist schätzungsweise 469 Millionen Lichtjahre von der Milchstraße entfernt.
Das Objekt wurde am 15. März 1877 von Edouard Stephan entdeckt.